# Глухов, Александр Матвеевич
Александр Матвеевич Глухов — советский хозяйственный, государственный и политический деятель.

## Биография
Родился в 1910 году в Москве. Член КПСС.
Участник Великой Отечественной войны.
С 1930 года — на хозяйственной, общественной и политической работе.
Участник советского атомного проекта
- В 1944—1949 гг. — инженер ВИАМ.[3][4]
- В 1950—1970 гг. — начальник лаборатории ИАЭ имени И. В. Курчатова.

За разработку, сооружение и освоение Нововоронежской АЭС был в составе коллектива удостоен Государственной премии СССР в области науки и техники 1967 года.
Умер в Москве в 1996 году.

## Награды
- Орден Ленина[2]
- 2 ордена Трудового Красного Знамени (в том числе 29.10.1949)[3][2]
- Орден Красной Звезды (16.09.1945)[4]
- Орден «Знак Почёта»[2]